# Antidepresivo tetracíclico

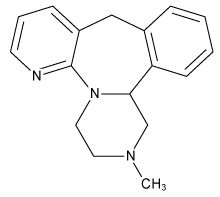
La estructura del antidepresivo tetracíclico mirtazapina.

Un antidepresivo tetracíclico es un psicotrópico antidepresivo del grupo de drogas tetracíclicas. El término tetracíclico se deriva de la estructura molecular de la droga que consiste en cuatro estructuras en forma de anilla a las que se le enlaza un grupo metil.  (comparar con un antidepresivo tricíclico).
La maprotilina (marca Ludiomil) y la mirtazapina (marcas Remeron, Remergil, Zispin y Avanza) son las únicas dos drogas de este grupo ampliamente usadas para el tratamiento de la depresión. Previamente, el antidepresivo tetracíclico mianserina estuvo disponible internacionalmente, pero en la mayoría de los mercados ha sido desplazado en favor de la mirtazapina.
En la literatura científica, se ha informado de investigaciones sobre otros compuestos antidepresivos tetracíclicos (por ejemplo, la setiptilina), aunque otros antidepresivos tetracíclicos aún no están disponibles al público.

## Lista de antidepresivos tetracíclicos
Según el Medical Subject Headings, los antidepresivos tetracíclicos tienen los siguientes efectos:
|             | Inhibidor de la recaptación de adrenalina | Alfa bloqueante | Antagonista dopaminérgico | Inhibidor de la recaptación de serotonina | Antagonista de la serotonina | Antagonista H1 |
| Amoxapina   | sí                                        | -               | sí                        | sí                                        | -                            | -              |
| Maprotilina | sí                                        | -               | -                         | -                                         | -                            | -              |
| Mianserina  | -                                         | sí              | -                         | -                                         | sí                           | sí             |
| Mirtazapina | -                                         | sí              | -                         | -                                         | -                            | sí             |
| Trazodona   | -                                         | -               | -                         | sí                                        | -                            | -              |

- Datos: Q176564
- Multimedia: Tetracyclic antidepressants / Q176564